# 武貴人
武貴人，姓氏及出身均不詳，清朝乾隆帝之貴人。

## 生平
生年不詳，生辰為十月十八日。乾隆二十九年三月二十二日，愉妃海氏位下的一名學規矩女子被封為那常在，而穎妃巴林氏位下的一名學規矩女子則被封為武常在。乾隆四十四年除夕家宴，仍有武常在之名，後晉封為武貴人。乾隆四十五年十二月初九日，武貴人已去世，十一名喇嘛到吉安所宣讀咒，其後金棺奉移至靜安莊暫安，十二月十六日至十二月二十二日「靜安莊武貴人金棺暫安處」有四十名喇嘛為其念經。乾隆四十六年正月，舉行武貴人初滿月禮，同年十二月初二日，呈覽武貴人遺物。乾隆四十九年九月初八日，葬入裕陵妃園寢。